# Rêves immoraux
Singles de Patrick Juvet
Sans amour
(1981) Alibi
(1982)
Clip vidéo
[vidéo] « Rêves immoraux (Archive INA) », sur YouTube
Rêves immoraux est une chanson interprétée et composée par Patrick Juvet, sur des paroles écrites par Jean-Loup Dabadie, sorti sur l'album du même nom et en tant qu'extrait en single en 1982.
Cherchant à revenir à une variété plus classique après sa période disco, Juvet fait appel aux services de Dabadie en tant que parolier pour écrire un texte sur une musique qu'il a composée. Après deux tentatives infructueuses, Dabadie parvient à écrire un texte selon les indications du chanteur, des paroles qui lui ressemble, sur le thème de la bisexualité, qui séduit Juvet. Enregistré en Suisse fin 1981 dans les Studios Mountain, appartenant au groupe Queen, Rêves immoraux est le titre d'ouverture de l'album éponyme qui sort en 1982 et qui doit le promouvoir en sortant en 45 tours, sorti au printemps de la même année. Bien que soutenu par les radios adultes, l'ambiguïté sexuelle des paroles de la chanson évoquées ne plait pas à tout le monde malgré les avancées de la société française comme la dépénalisation de l'homosexualité, entraînant un accueil commercial assez mitigé.
Le titre apparaîtra dans de nombreux best-of de l'artiste, notamment celui sorti en 1995.

## Historique

### Genèse et développement
En 1981, Patrick Juvet connaît une période professionnelle difficile. Après des années 1970 où il a connu d'innombrables succès en variant les genres (pop, rock, disco), le chanteur voit les ventes de ses disques diminuer à la suite du déclin du disco. Son précédent album, Still Alive,  mélange de funk et de rock, ne connaît pas le même accueil commercial que ses opus précédents. L'artiste souhaite revenir à un répertoire en français et s'attelle à la préparation de son nouvel album avec des auteurs tels que Nicolas Peyrac et Jean-Loup Dabadie, avec lequel il devait collaborer avant son départ pour les États-Unis.
Touché par les textes de Dabadie qu'il a écrit pour Julien Clerc et Michel Polnareff, Juvet lui fait confiance pour écrire les paroles sur ses compositions et lui donne une cassette sur laquelle il a joué une mélodie au piano. Inspiré, Dabadie écrit un texte hommage à la beauté de Romy Schneider, mais Juvet, ayant déjà dédié une chanson à Jessica Lange, décline ce que lui propose l'auteur de peur de se répéter. Dabadie reprend alors le texte pour dédier la chanson de manière universelle aux femmes, mais Juvet voit à nouveau une référence à son tube Où sont les femmes ? et propose à son parolier quelque chose d'inédit en écrivant un texte qui lui ressemble, célébrant son amour et désir pour les femmes mais aussi pour les hommes.
Dabadie écrit alors un texte qui s’attache alors à évoquer ce thème de la bisexualité à travers le prisme du rêve, non sans un certain romantisme, et en multipliant les symboles et les références sulfureuses et en posant trois thématiques distinctes : le rêve, la nuit et l’interdit. Initialement, le titre devait s'appeler Rêves interdits ou Rêves défendus. Puis, en condensant ses six pages d’idées, il tient enfin le texte de Rêves immoraux, qui séduit immédiatement le chanteur et qui aura la lourde tâche de soutenir le nouvel album.

### Enregistrement
La chanson, tout comme l'album, est enregistré de septembre à octobre 1981 aux Studios Mountain, à Montreux en Suisse, qui appartient au groupe Queen et sous la houlette du producteur David Richards, avec lequel Juvet avait déjà travaillé. Pour l'arrangement de la chanson, Juvet et Richards optent quelque chose de simple : le thème au piano joué par Juvet et des nappes de synthétiseurs au refrain par Richards.

## Sortie et accueil
| Classement (1982) | Meilleure place |
| ----------------- | --------------- |
| France (IFOP)     | 42              |

Rêves immoraux sort en single au printemps 1982 pour promouvoir l'album du même nom dont il est extrait. Si certaines radios passent régulièrement le morceau, se hissant dans le top 10 sur RMC et le top 15 sur RTL en mai 1982, le texte du titre fait grincer des dents, malgré les avancées sociétales récentes comme la dépénalisation de l'homosexualité. La chanson ne connaît pas un énorme succès  avec seulement 65 000 exemplaires du 45 tours vendus, se contentant d'une présence de neuf semaines dans les meilleures ventes de singles du 18 avril au 13 juin 1982, dont une à la 42e place.